# Zodarion styliferum
Zodarion styliferum är en spindelart som först beskrevs av Simon 1870.  Zodarion styliferum ingår i släktet Zodarion och familjen Zodariidae. Utöver nominatformen finns också underarten Z. s. extraneum.

## Bildgalleri

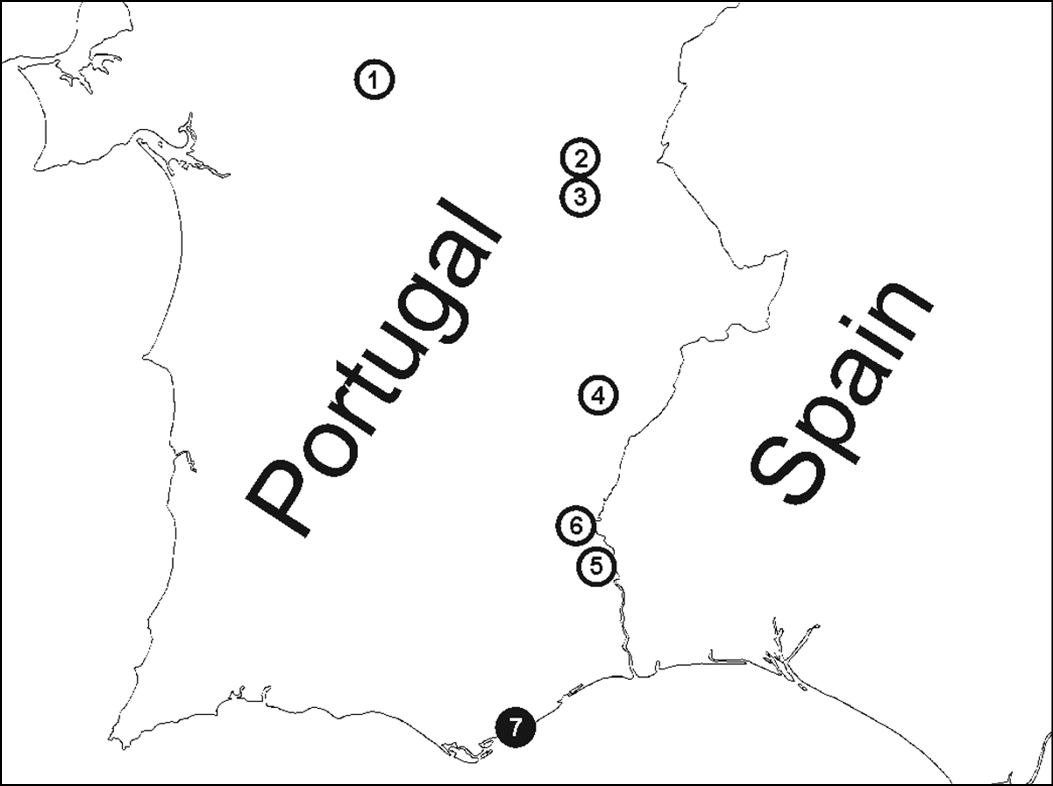
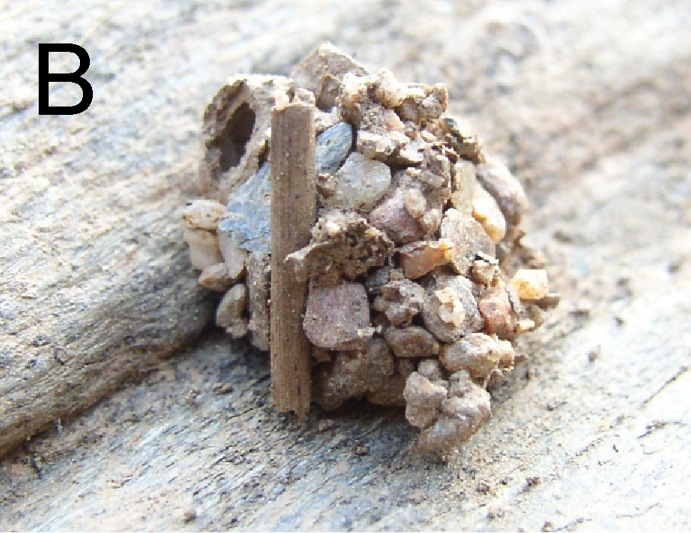
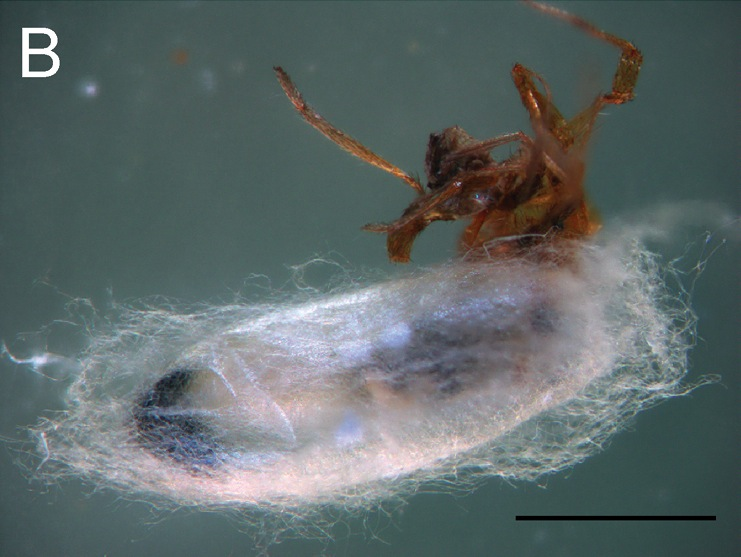
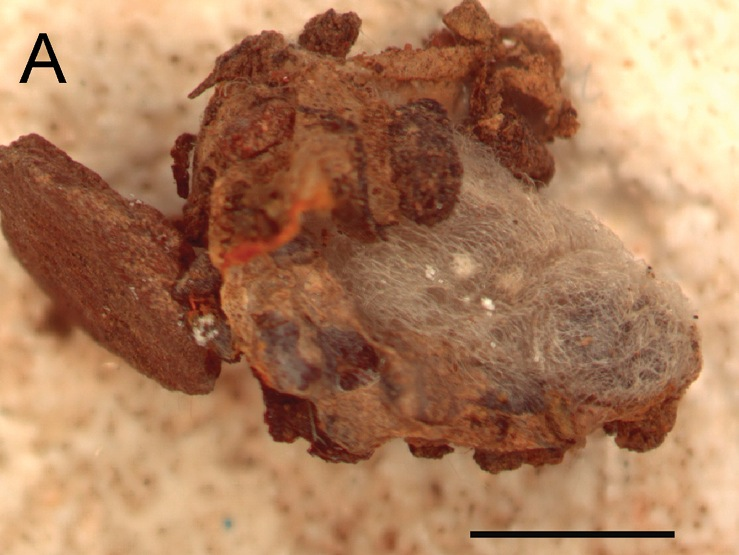